# Drum & Piano Project
A Drum & Piano Project két zenész, Havasi Balázs és Kiss Endi évtizedes barátságából született meg, a világon egyedülálló módon. Ugyanis rockdob és klasszikus zongora nem állt még a színpadon ilyen minőségben. A kezdetben csak a két zenész igényei szerint készült előadást nagyon hamar megszerette a közönség és 2 év alkotói munka után nagykoncerten mutatkozott be a magyar közönség előtt. Az elsőre meglepő párosítás nagyon intenzív zenei világot eredményez, melyet a két zenész egyéni előadásmódja még izgalmasabbá és energikusabbá tesz. A komolyzenei és rockkoncertek hangulata ötvöződik, így teremtődik meg a különleges zenei élmény.

## A projektről
A két zenész közös produkciója Magyarországon a Budapesti Kongresszusi Központban mutatkozott be 2011-ben, majd Siófokon a Coke Club színpadán 2011. július 23-án Julia Carpenterrel kiegészülve láthatta a produkciót a közönség. A színpadi elemek és a látványtechnika még szenvedélyesebbé tette az egyébként is magával ragadó produkciót. A nemzetközi közönség előtt pedig ugyanebben az évben július 11-én Skóciában, a világ egyik legjelentősebb tudományos konferenciáján (Ted Global) lehetett a világ szem és fültanúja a dob és a zongora párbajának. A két zenész virtuozitása és egyénisége így a világ előtt is ismertté vált. A műfajok határait kitágítva, a szigorú szabályokkal teli klasszikus zene nyugodtsága és a rockzene lázadó hangja egyesül a színpadon, melyet mindenhol álló taps és elismerés fogad.

## A zenészek

### Havasi Balázs
Havasi Balázs a Liszt Ferenc Zeneakadémián végzett, többek között innovatív zenei stílusának és a klasszikus zenei határok tágabb értelmezésének köszönhetően koncertezett már több európai nagyvárosban, meghívást kapott 2010-ben Sanghajba, ahol 200 millió ember előtt játszhatta el egyik művét. Magyarországon legutoljára 2012 decemberében láthatta a közönség. Emellett magáénak tudhatja a „Világ Leggyorsabb Zongoraművésze” címet, melyet az egy percen belüli ugyanazon hang 498-szori leütésével ért el. Valamint Symphonic című zenei DVD-je 10 platinalemezt ért el. A zenész célja a magyar zenei kultúra megismertetése a világgal, ezért Liszt Ferenc munkásságára  példaértékűként tekint és büszke arra, hogy sikereit még ha többnyire külföldön is, de magyarként érte el. Zeneszerzőként is nagyon sikeres és elismert, többek között és a The Unbending Trees egyik alapító tagja és komponistája.

### Kiss Endi
Kiss Endre a Hooligans zenekar dobosa kisgyerekkorától a zene megszállottja. Pályafutása során korábban a Ramses és a Dance zenekar tagja is volt. 1996-ban Tóth Tiborral, Ördög Tiborral és Móricz Norberttel megalakította a Hooligans nevű zenekart, ami mára Magyarország egyik legsikeresebb és legtöbbet turnézó zenekara lett. Hosszú évek óta fergeteges hangulatú koncertjeiken szórakoztatják a közönséget. Egy tagcsere történt az évek során, 2007 óta a zenekar basszusgitárosa Késmárki Zsolt. Első lemezük 1997-ben jelent meg Nem hall, nem lát, nem beszél címmel, de az igazi áttörést a 2003-as Szenzáció című albumuk hozta meg. Az együttes nevéhez fűződik az elmúlt 16 év munkássága révén 8 stúdióalbum, 23 videóklip, 14 slágerlistát vezető dal, 1 platinalemez, 3 aranylemez, 4 Fonogram díj, 2 VIVA Comet díj, 1 Bravo Otto díj, 1 Popcorn-díj, 1 Jakab Líra-díj és 1 Arany Nyíl díj. Fennállásuk 15 évfordulóját egy nagyszabású Papp László Budapest Sportaréna-beli koncerttel ünnepelték meg. Kiss Endi emellett még a Holiday Crüe, a Mötley Crüe Tribute Band zenekar dobosa is.

## Albumok
- 2011 Freedom (Drum & Piano Project) CD+DVD

### Freedom tracklist
1. Freedom
2. The Duel
3. Mauna Loa
4. The Storm
5. Generali
6. The Little Prince
7. Drum and Piano
8. The Chase
9. Lacrimosa
10. 28 Waves
11. Trinity River
12. Finale